# Napomyza kandybinae
Napomyza kandybinae är en tvåvingeart som beskrevs av Zlobin 1994. Napomyza kandybinae ingår i släktet Napomyza och familjen minerarflugor.
Artens utbredningsområde är Mongoliet. Inga underarter finns listade i Catalogue of Life.